# Каблучка Намейса (фільм, 2018)
Каблучка Намейса ( латв. Nameja gredzens, англ. The Pagan King: The Battle of Death) – історичний бойовик латвійського режисера Айгарса Грауби. Прем’єра фільму відбулася 17 січня 2018 року.

## Сюжет
Події фільму розгортаються у 13 сторіччі. Максиміліан, незаконнонароджений син Папи Римського, під приводом настанови до християнської віри, має намір захопити владу у Земгалії, народ якої вірує власним богам. Задля цього він приїздить до Земгалії посол Папського престолу, отруює короля Земгалії Вієстурса та його сина, сподіваючись легко захопити владу. Але Вієстурс перед смертю, встигає призначити свого наступника, передавши каблучку – ознаку королівської влади, своєму племіннику Намейсу. Проте не всі вожді племен визнають його справжнім королем. Їх настрої підживлює Максиміліан, який не залишає намірів захопити владу. Він провокує розбрат між балтійськими племенами, намагаючись не допустити їх об’єднання та виступає проти Намейса на чолі хрестоносців. 
Усвідомлюючи, що Максиміліану важливе володіння королівською каблучкою, як символом влади, Намейс перед вирішальною переможною битвою наказує зробити копії каблучки усім своїм воїнам.
Відтоді каблучка Намейса є символом єдності та свободи народу Земгалії.

## Сприйняття
Фільм отримав в цілому позитивні відгуки, в яких відзначена якість, якої бракувало іншим історичним фільмам, чудова гра акторів та робота оператора.

## Відзнаки та нагороди
Фільм є номінантом Латвійської кінопремії 2018 року у категоріях:
Кращий актор другого плану
Кращий дизайн костюмів.